# Tenagomysis robusta
Tenagomysis robusta är en kräftdjursart som beskrevs av W. M. Tattersall 1923. Tenagomysis robusta ingår i släktet Tenagomysis och familjen Mysidae. Inga underarter finns listade i Catalogue of Life.